# Krzysztof Maciej Kowalski
Krzysztof Maciej Kowalski (ur. 12 grudnia 1951) – polski historyk, profesor nauk humanistycznych.
Studia historyczne na Uniwersytecie Gdańskim ukończył w 1975. Doktorat obronił w 1984, a habilitację w 1993. Tytuł naukowy profesora uzyskał w 2007.
Specjalizuje się w epigrafice, ikonologii historycznej, teorii i metodologii historii oraz historii kultury materialnej i kampanologii historycznej.  
Pełni funkcję kierownika Zakładu Metodologii Historii, Historii Historiografii i  Archiwistyki w Instytucie Historii Uniwersytetu Gdańskiego. 

## Książki
- Polskie źródła ikonograficzne XVII wieku : analiza metodologiczna (1988)
- Artefakty jako źródła poznania : studium z teorii nauki historycznej (1993)
- Księgozbiory parafialne archidiakonatu pomorskiego w XVI-XVIII w[ieku] : studium z dziejów kultury intelektualnej Prus Królewskich (1993)
- Artefakty jako źródła poznania : studium z teorii nauki historycznej, 2 wyd.rozszerzone (1996)
- Dawne inskrypcje pomorskie : studia epigraficzne (2001)
- Dzieje Gminy Stegna (współautorstwo z Barbarą Klassą) (2003)
- Inskrypcje na dzwonach gotyckich w Prusach : studium z epigrafiki kampanologicznej (2006)
- Tubae Dei : studia kampanologiczne (2006)
- Z dziejów krainy nad rzeką Łebą : studia i materiały historyczne (2008)
- Vocor Augustinus : zabytki dawnej kultury religijnej w Piasecznie (2012)
- Kościół Mariacki w Żukowie. Zabytki sakralnej kultury artystycznej dawnego klasztoru Norbertanek, St. Mary’s Church in Żukowo. Sacred art monuments at the   Norbertine convent (z fot. Leszka Żurka) (2012)
- Paradisus Mariae. Kultura artystyczna kaszubskiego Raju Marii w Kartuzach, Die künstlerische Kultur des kaschubischen Marienparadieses von Karthaus (z fot. Leszka Żurka) (2012)
- Artefacts as Sources of Knowledge (2013)
- In arte sua quilibet rex : studia nad dziejami kultury na Pomorzu (2014)
- Vocor Augustinus : zabytki dawnej kultury religijnej w Piasecznie, z posłowiem Marcelego Tureczka, nowe wydanie z barwnymi ilustracjami Agnieszki Piecuch (2015)
- Computationis et commemorationis testimonia : W kręgu badań kalkulologicznych, medaloznawczych i numizmatycznych (2015)